# Піонербол
Піонербо́л — спортивна гра з м'ячем, схожа за правилами з волейболом. Зародилася в СРСР в 30-х роках XX століття і призначалася насамперед для дітей шкільного віку (піонерів).

## Правила гри
У грі використовують волейбольний м'яч (діаметр — 65-67 см, вага — до 300 г). Майданчик має розміри 18х9 метрів. Ігрове поле розділене сіткою (висота 2,43 м — для чоловічих команд і 2,24 м — для жіночих) навпіл, кожна команда перебуває на своєму ігровому квадраті розмірами 9×9 м. У команді від 3 до 7 осіб, відповідно до кількості, ігровий квадрат ділять на умовні ділянки (за кожну відповідає прикріплений гравець).
Гравець задньої лінії, перебуваючи в межах майданчика в дальньому правому куті, кидає м'яч через сітку на половину поля команди супротивника. Один з гравців протилежної команди повинен зловити м'яч і, зробивши не більше трьох кроків або однієї передачі м'яча та двох кроків на своїй половині майданчика, перекинути його через сітку назад на половину поля першої команди. Один з гравців першої команди також повинен зловити м'яч і, зробивши не більше трьох кроків або однієї передачі м'яча та двох кроків, перекинути його на половину поля команди суперника. І так далі доти, доки м'яч не впаде на землю — тоді команді, яка кинула м'яч зараховують одне очко.
М'яч вважають програним, а команда, що подає, утрачає подачу, якщо:
- м'яч торкнувся підлоги;
- гравець зробив більше трьох кроків з м'ячем в атаці;
- м'яч торкнувся тіла гравця нижче пояса або прокотився по тілу;
- гравець доторкнувся до сітки;
- гравець доторкнувся до м'яча двічі поспіль;
- гравець перейшов через середню лінію;
- м'яч перелетів над сіткою, але приземлився за лініями, що обмежують майданчик;
- м'яч перелетів під сіткою або торкнувся предметів, що розташовані поза межами майданчика.

Як і у волейболі, гравці переміщаються по майданчику в наступну зону за годинниковою стрілкою після виграшу права на подачу. Після набору певної кількості очок (зазвичай 10, 15 або 25 за мінімальної переваги над суперником у 2 очки) команди змінюють сторони поля, і розігрують другу партію. Якщо результат після двох партій рівний (1:1), то призначають третю партію.
Право першої подачі в матчі визначають жеребкуванням, після кожної партії відбувається зміна сторін і першою подає протилежна команда. У середині вирішальної (третьої) партії проводять зміна сторін, подачу після зміни виконує той самий гравець.

## Варіанти гри
Іноді діє «правило трьох передач», у цьому разі гравці однієї команди повинні двічі перекинути м'яч між собою, а третій кидок повинен проводитися на половину поля суперника. Окрім того може застосовуватися правило «втрати подачі», яке колись було у волейболі. У цьому разі команда, яка подавала та пропустила м'яч тільки втрачає подачу, але не віддає очок суперникам. Отже, за одну подачу очки можуть нараховуватися тільки команді, яка подає.
Існує варіант піонерболу з двома м'ячами. Грають дві команди по 6-8 гравців у кожній. Гравці, які стоять ближче до кутів майданчика, отримують по м'ячу і готуються до подачі (кидка м'яча на половину поля супротивника) за свистком судді. Після свистка завдання кожної з команд полягає в тому, щоб обидва м'ячі одночасно не опинилися на її половині поля, а торкнулися рук або землі на половині поля суперника. У цьому разі гру зупиняють і команда, на майданчику якої два м'ячі, програє очко. М'ячі, що зіткнулися в повітрі, повертаються для нової подачі. Решта правил подібна до основного варіанта піонерболу.
Існував також варіант піонерболу для сліпих дітей.